# Austro-asiatica
Austro-asiatica. Documents et travaux (Austro-asiatica. Dokumente und Arbeiten) ist eine unter der Direktion von Jean Przyluski (1885–1944)  veröffentlichte französische Buchreihe mit Dokumenten und Arbeiten, die von 1928 bis 1934 in Paris in der Librairie orientaliste Paul Geuthner erschien. Sie enthält Werke zur Region Austroasiatischen Sprachen und ihrem Umfeld. Die Reihe umfasst nur wenige Bände.

## Bände
- 1 Nobuhiro Matsumoto [jap. 松本信広, 1897–1981]: Le Japonais et les langues Austroasiatiques ; Etude de vocabulaire.  1928
- 2 Nobuhiro Matsumoto: Essai sur la mythologie japonaise. 1929
- 3 Nguyen van Huyen: Les chants alternés des garçons et des filles en Annam. 1934
- 4 Nguyen van Huyen: Introduction à l'Etude l'Habilitation sur Pilotis dans l'Asie du Sud-Est. 1934